# Raymond Smith Dugan
Pour les articles homonymes, voir Dugan.
Raymond Smith Dugan (30 mai 1878 – 31 août 1940) était un astronome américain diplômé de Amherst College dans le Massachusetts (1899).
Il obtint sa licence à Amherst College en 1902 et soutint ensuite sa thèse de doctorat en 1905 à l'observatoire du Königstuhl, près de Heidelberg, à l'université de Heidelberg . À l'époque, l'observatoire de Heidelberg était un important centre de recherche d'astéroïdes dirigé par Max Wolf, et durant son séjour, Dugan y découvrit 16 astéroïdes, dont notamment (511) Davida.
À l'université de Princeton, il fut instructeur (1905 – 1908), professeur assistant (1908 – 1920) puis professeur (à partir de 1920).
Il épousa Annette Rumford en 1909.
Il coécrivit un ouvrage influent en deux volumes en 1927 avec Henry Norris Russell et John Quincy Stewart (en) : Astronomie : Une révision du manuel d'astronomie de Young (Ginn & Co., Boston, 1926-27, 1938, 1945) qui devint l'ouvrage d'astronomie de référence pendant environ deux décennies. Il se composait de deux volumes : Le système solaire et Astrophysique et astronomie stellaire.
L'astéroïde (2772) Dugan a été nommé en son honneur.
| (497) Iva         | 4 novembre 1902   |
| (503) Evelyn      | 19 janvier 1903   |
| (506) Marion      | 17 février 1903   |
| (507) Laodicé     | 19 février 1903   |
| (508) Princetonia | 20 avril 1903     |
| (510) Mabella     | 20 mai 1903       |
| (511) Davida      | 30 mai 1903       |
| (516) Amherstia   | 20 septembre 1903 |
| (517) Édith       | 22 septembre 1903 |
| (518) Halawe      | 20 octobre 1903   |
| (519) Sylvania    | 20 octobre 1903   |
| (521) Brixia      | 10 janvier 1904   |
| (523) Ada         | 27 janvier 1904   |
| (533) Sara        | 19 avril 1904     |
| (534) Nassovia    | 19 avril 1904     |
| (535) Montague    | 7 mai 1904        |